# Uroleucon carberriense
Uroleucon carberriense är en insektsart som beskrevs av Robinson 1986. Uroleucon carberriense ingår i släktet Uroleucon och familjen långrörsbladlöss. Inga underarter finns listade i Catalogue of Life.